# La Estanzuela, Zacatecas
La Estanzuela är en ort i Mexiko.   Den ligger i kommunen General Francisco R. Murguía och delstaten Zacatecas, i den centrala delen av landet, 600 km nordväst om huvudstaden Mexico City. La Estanzuela ligger 1 968 meter över havet och antalet invånare är 504.
Terrängen runt La Estanzuela är lite kuperad. Runt La Estanzuela är det glesbefolkat, med 17 invånare per kvadratkilometer. Närmaste större samhälle är Río Grande, 15,6 km sydost om La Estanzuela. Omgivningarna runt La Estanzuela är i huvudsak ett öppet busklandskap.